# Janitor
Janitor je geografický informační systém umožňující pořizování a zpracování dat s územní vazbou, orientovaný na operační systém Windows. Janitor je dostupný v licenci freeware. Vlastníkem autorských práv je Laboratoř GIS CENIA. Program je napsaný v jazyce C++ a je určený k získávání, organizaci, správě a analýze dat. Je tvořen samostatně pracujícími a vzájemně propojitelnými aplikacemi (JanMap, JanDat ad.). Aplikace jsou postaveny tak, aby umožnily sběr dat v terénu včetně jejich prostorového určení, vedení datového skladu, zakládání a import jak prostorových, tak ostatních dat a jejich editaci, tvorbu a modifikaci formulářů a sestav, výstupy.
Základem systému je otevřená technologie umožňující tvorbu formulářů k zadávání a správě dat, včetně podpory ukládání prostorových dat GIS. Janitor pracuje s daty uloženými v prostředí podporovaných databázových serverů a využívá dotazovací jazyk SQL92, včetně modifikací daného databázového stroje. Janitor umožňuje zobrazit datové soubory s prostorovou orientací (mapová projekce, zeměpisné souřadnice) v GIS aplikaci JanMap a publikovat pomocí formulářů a dokumentů vytvořených pomocí nástroje DataBuilder.
Verze 1.0 byla určena především k biologickému výzkumu a zápisu terénních údajů pomocí karet do databáze. Počáteční orientace na biologické údaje z terénního průzkumu vycházela z potřeb a požadavků institucí zaměřených na ochranu přírody. Verze 2.x, označovaná jako J/2, je již otevřená libovolnému užití orientovanému na práci s daty a databází.
V současné době již není systém dále vyvíjen a uvedené odkazy na webové stránky jsou nefunkční. Modifikovaná kopie původního webu je dostupná na neoficiálních stránkách Janitor GIS umístěných na Google Sites, kde jsou k dispozici i instalační soubory (nikoli ale v aktuální verzi).

## Aplikace systému JANITOR

### ConnAdmin
Nástroj ke správě připojení databázových serverů.

### DataBuilder
Aplikace k vytváření a správě formulářových setů umožňujících zadávání a čtení dat uložených na serveru.

### DataRuntime
Aplikace k uživatelské práci s formuláři vytvořenými pomocí aplikace DataBuilder.

### JanDat
Aplikace k práci s tabulkami formátu DBF.

### JanMap
Apikace k práci s prostorovými daty v mapovém prostředí (GIS).

### SQLTools
Aplikace k práci s daty uloženými v databázích, dotazovací systém.

### FieldGIS
Aplikace určená pro sběr dat v terénu pomocí PDA (Pocket GIS).

## Podporované databázové servery
MySQL (DataBuilder, JanMap, SqlTools)
PostgreSQL (DataBuilder, JanMap, SqlTools)

## Podporované souborové formáty dat
Textové soubory: ASCII, CSV (JanDat, JanMap)
Tabulkové: DBF (Databuilder pro FieldGIS, JanDat, JanMap, FieldGIS)
Prostorové vektorové: Shapefile (ArcGIS Esri), DGN (Microstation Bentley), postgis (postgreSQL), mygis (mySQL) podle OGC, JanGDB (mySQL) – proprietární geodatabáze (JanMap)
Prostorové rastrové: tif, jpg, jp2, sid, ecw, img, bmp (JanMap, FieldGIS)